# Chuck Arnold
Chuck Arnold (ur. 30 maja 1926 w Stamford, zm. 4 września 1997 Santa Ana) – amerykański kierowca wyścigowy. Sporadycznie startował w wyścigach kategorii USAC. Wziął też udział w jednym wyścigu Indianapolis 500 – w 1959 roku (zaliczanym wtedy zarówno do klasyfikacji USAC jak i Formuły1). W kolejnych latach jeszcze pięć razy próbował wystartować w tym wyścigu, jednak ani razu nie udało mu się do niego zakwalifikować.

## Starty w Indianapolis 500
| Rok  | Nadwozie     | Silnik      | Start | Wynik | Uwagi |
| ---- | ------------ | ----------- | ----- | ----- | ----- |
| 1959 | Kurtis Kraft | Offenhauser | 21    | 15    |       |